# Joël Callède
Joël Callède, né le 18 novembre 1972 à Dax, est un scénariste de bande dessinée français.

## Biographie
Après avoir obtenu sa licence, il entre à l'IUFM et devient instituteur. Il démissionne et décide de se consacrer à sa bande dessinée.
Il rencontre Sylvain Vallée lors de son service militaire. Une fois sorti de l'armée, il fait quelques métiers alimentaires tout en travaillant divers scénarios. L'un d'entre eux, Comptine d'Halloween, est retenu par les éditions Delcourt, qui le mettent en contact avec le dessinateur Denys, et publient son premier album.
Joël Callède a signé plusieurs séries avec Denys, Gihef et Gaël Séjourné.
En 2014, il réalise, avec son ami Sylvain Vallée au dessin, un album de la série XIII Mystery consacré au personnage de Betty Barnowsky.En 2016, avec l'album Mitterrand Requiem (Le Lombard), Joël Callède devient auteur complet: il écrit le scénario et il dessine une biographie consacrée à la dernière partie de la vie de François Mitterrand,. En 2021, il dessine un nouveau roman graphique, Quelques pas vers l'infini, voyage au cœur de la méditation, édité aux Arènes BD.

## Publications
- Comptine d'Halloween, dessin de Denys, Delcourt, coll. Sang-Froid.
  1. Réminiscences, 2000[5].
  2. Farces macabres, 2001.
  3. Révélations, 2002.
- Dans la nuit, dessin de Denys, Delcourt, coll. Insomnie.
  1. Légion, 2003 [6],[7],[8]
  2. Troisième sous-sol , 2004 [9].
  3. Profondeurs, 2005 [10],[11].
- Enchainés, dessin de Gihef, Vents d'Ouest, coll. Turbulences.
  1. Le Tentateur, 2004.
  2. Le Corrupteur, 2005.
  3. Le Diviseur, 2006.
  4. Le menteur, 2006.
  5. Saison 2 : Tourments, 2010.
  6. Saison 2 : Égarements, 2011.
  7. Saison 2 : Jugements, 2012.
- Tatanka, dessin de Gaël Séjourné, Delcourt, coll. Machination.
  1. Morsure, 2005.
  2. Contamination, 2006.
  3. Mutation, 2007.
  4. Infiltration, 2008.
  5. Cobayes, 2009.
- Haute sécurité, dessin de Gihef, Dupuis, coll. Dupuis - Repérages.
  1. Les gardiens du temple (1ère partie), 2007.
  2. Les gardiens du temple (2ème partie), 2007.
  3. Les nouveaux maîtres (1ère partie), 2008.
  4. Les nouveaux maîtres (2ème partie), 2009.
  5. L'ombre d'Ezekiel (1ère partie), 2010.
  6. L'ombre d'Ezekiel (2ème partie), 2010.
- Damoclès, dessin de Alain Henriet, Dupuis, coll. Dupuis - Repérages.
  1. Protection rapprochée, 2008.
  2. La Rançon impossible, 2009.
  3. Perfect child, 2011.
  4. Eros et thanatos, 2011.
- Asthénie, dessin de Roland Pignault, Dupuis.
  1. Tome 1, 2009.
- L'Appel des origines, dessin de Gaël Séjourné, Vents d'Ouest.
  1. Harlem, 2011.
  2. Nairobi, 2012.
  3. Sanyanga, 2013.
- Karma Salsa, dessin de Frédéric Campoy, co-scénario de Philippe Charlot, Dargaud.
  1. Tome 1, 2012.
  2. Tome 2, 2013.
  3. Tome 3, 2014.
- Skipper, dessin de Éric Lenaerts, co-scénario de Gihef, Dupuis.
  1. Somalia[12], 2012.
- XIII Mystery, Tome 7 : Betty Barnowsky[2],[13], dessin de Sylvain Vallée, Dargaud 2014
- Mitterrand Requiem[3],[4], Le Lombard 2016[14]
- Quelques pas vers l'infini, Un voyage au cœur de la méditation, Scénario et Dessin Joël Callède, Couleurs Christian Favrelle Edition les Arènes BD 2021[15],[16]